# Emily Osment
Emily Jordan Osment (Los Angeles, Califòrnia, 10 de març de 1992) és una actriu i cantant estatunidenca. És coneguda pel seu paper de Lilly Truscott a Hannah Montana i també és coneguda pel seu paper de Gerti Giggles a Spy Kids 2 i a Spy Kids 3. És la germana petita de l'actor de la famosa pel·lícula El sisè sentit, Haley Joel Osment.
Osment va aparèixer com a Cassie Keller a la pel·lícula The Haunting Hour: Don't Think About It (2007) i com a Melissa Morris a la pel·lícula de televisió de Disney Channel, Dadnapped (2009). Va protagonitzar Taylor Hillridge a la pel·lícula de televisió Cyberbully (2011), Roxie a la sèrie de streaming Cleaners (2013-2014) i Roxy Doyle a la sèrie de televisió de Fox Almost Family (2019-2020). També va interpretar a Gabi Diamond a la sèrie de televisió Freeform Young & Hungry (2014-2018), per la qual va rebre tres nominacions als Premis Teen Choice. Del 2018 al 2021, Osment va tenir un paper recurrent com a Theresa a la sèrie de comèdia i drama de Netflix, The Kominsky Method, per la qual va rebre dues nominacions al Screen Actors Guild Award per la millor interpretació d'un conjunt en una sèrie de comèdia. Té un paper recurrent com Mandy a la comèdia de situació de CBS Young Sheldon des del 2022.
Osment va assolir protagonisme a la música després de gravar cançons per a les bandes sonores dels seus projectes de Disney, sobretot un duet de If I Didn't Have You amb Mitchel Musso el 2007 i una versió de Once Upon a Dream el 2008. El 2009, va signar un contracte de gravació amb Wind-Up Records, amb qui va llançar una obra ampliada, All the Right Wrongs (2009) i un àlbum d'estudi, Fight or Flight (2010). Actualment actua sota l'àlies Bluebiird i ha llançat una obra ampliada, When I Loved You (2019).

## Joventut
Emily Jordan Osment va néixer a Los Angeles es filla de l'actor Michael Eugene Osment i Theresa Osment (nascuda Seifert), una professora d'anglès. Va ser criada com a catòlica romana. El seu pare ha aparegut en diverses pel·lícules, inclosa la seva pel·lícula Soccer Mom, i el seu germà gran és l'actor Haley Joel Osment nominat a l'Oscar.

## 1997–2005: inicis de carrera
L'entrada d'Osment a la indústria de l'entreteniment va començar el 1997, quan va participar en un comercial per a l'empresa de lliurament de flors FTD. Va aparèixer en molts anuncis, després de la qual cosa va fer el seu debut com a actriu a la pel·lícula de 1999 The Secret Life of Girls, protagonitzada per Eugene Levy i Linda Hamilton. El mateix any, va protagonitzar amb Glenn Close la pel·lícula de televisió Hallmark Classic Sarah, Plain and Tall: Winter's End, un paper que portaria a una nominació al Premis Young Artist. Emily també va fer una breu aparició al vídeo musical de Smash Mouth All Star com la noia de l'uniforme d'àrbitre. Des de llavors, ha passat a fer diversos papers, com ara aparicions en programes de televisió com Touched by an Angel, Friends i 3rd Rock from the Sun.
Osment va debutar al cinema l'any 2002 com a Gerti Giggles a Spy Kids 2: The Island of Lost Dreams, un paper pel qual va guanyar el Young Artist Award a la millor actuació en un llargmetratge. El 2003, va repetir el seu paper a la tercera pel·lícula de la sèrie Spy Kids, Spy Kids 3-D: Game Over, que va recaptar 197 milions de dòlars a tot el món. Osment també va donar veu a papers com Lilo & Stitch 2: Stitch Has a Glitch i Edward Fubbwupper Fibbed Big.

## 2005–2009: Hannah Montana

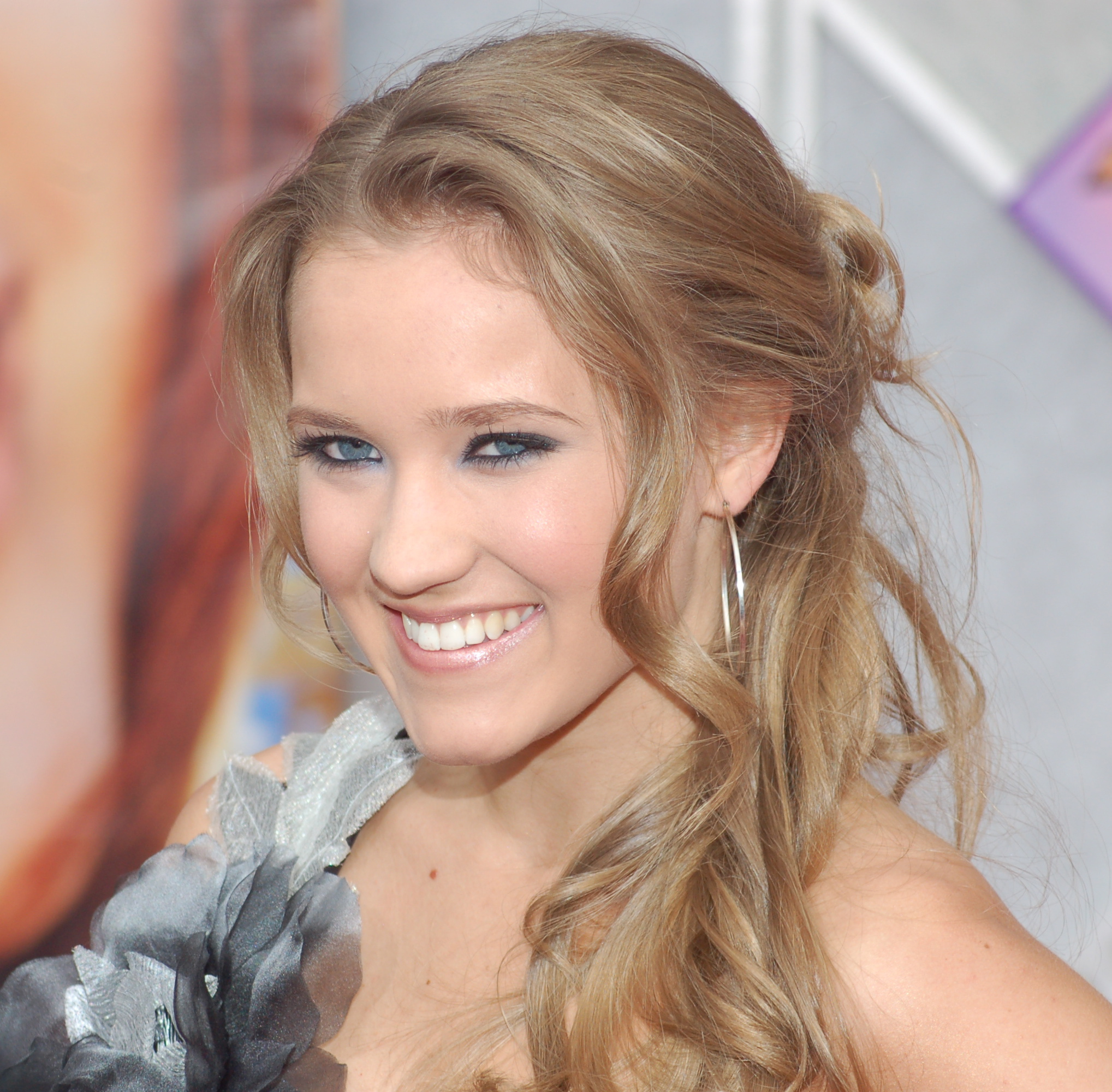
Osment at Hannah Montana: The Movie estrena el 2 d'abril de 2009

El 2005, Osment va aconseguir el paper de Lilly Truscott a la sèrie de Disney Channel Hannah Montana, la millor amiga de Miley Stewart i núvia d'Oliver Oken a les temporades 3 i 4. Quan Miley era Hannah, Lilly estava sota l'àlies de Lola Luftnagle. L'estrena de la sèrie va obtenir un rècord de qualificacions per a Disney Channel amb 5,4 milions d'espectadors, una resposta més enllà de les nostres expectatives més salvatges, segons el president de Disney Channel Entertainment. El programa li va valer una nominació al Premi Artista Jove el 2007 a la millor actuació en una sèrie de televisió (comèdia o drama). A més, Osment va ajudar a dissenyar algunes de les peces de la col·lecció de roba Hannah Montana Disney, que va estrenar l'última part l'estiu de 2006. També va tenir un paper de veu en off en una pel·lícula anomenada Holidaze: The Christmas. Això gairebé no va passar. Va interpretar diverses cançons per a la pel·lícula, com Don't Ya Just Love Christmas i One Day. Emily canta el cor de la cançó de Billy Ray Cyrus You've Got a Friend, del seu àlbum 2007 Home at Last. Osment també ha gravat una cançó titulada I Don't Think About It a The Haunting Hour: Don't Think About It, per a la qual van fer un videoclip. El vídeo es va publicar al DVD de Haunting Hour i es va estrenar a Cartoon Network.
El 25 de desembre, Osment va acollir la desfilada del dia de Nadal de Walt Disney World amb la coprotagonista de Hannah Montana Mitchel Musso. La desfilada va comptar amb Miley Cyrus i el repartiment de High School Musical. Ella i Musso van realitzar un esbós basat en un episodi de Hannah Montana. Osment també va tenir un paper de veu en off en una pel·lícula anomenada Holidaze: The Christmas That Almost Didn't Happen, que també va comptar amb les veus de les companyes estrelles de Disney Channel Brenda Song i Dylan and Cole Sprouse. Osment va interpretar diverses cançons per a la pel·lícula, incloses Don't Ya Just Love Christmas i One Day. També va actuar com una gòtica (Moviment gòtic) a The Haunting Hour: Don't Think About It de R. L. Stine. El 2008 li va valer una nominació al Young Artist Award a la Millor actuació en una pel·lícula de televisió, minisèrie o actriu especial protagonista. Va gravar la cançó I Don't Think About It per a la banda sonora de la pel·lícula.
Osment va gravar una versió remake de la cançó If I Didn't Have You amb Mitchel Musso per al CD de DisneyMania 6. La cançó va ser produïda per Bryan Todd. Els dos també van filmar un vídeo musical per al seu remake. Va gravar una cançó, publicada el 2008, amb The Disney Channel Circle of Stars. Va gravar un remake de Once Upon A Dream, llançat el 12 de setembre de 2008. Va gravar una cançó anomenada Hero in Me per a la pel·lícula original de Disney Channel, Dadnapped i també va filmar un vídeo musical per acompanyar-lo. L'any 2008 va protagonitzar la pel·lícula Soccer Mom, i es va classificar al número 1 de la llista de la revista Parade i Forbes a Hot Kid Stars To Watch. També va protagonitzar la pel·lícula original de Disney Channel, Dadnapped, que es va estrenar el febrer de 2009.

## 2009–2012: Tots els errors correctes i lluita o fugida
El juny de 2009, Osment va signar amb Wind-Up Records i va anunciar que estava escrivint i gravant cançons amb Eve 6. Ha col·laborat en cançons amb Tom Higgenson, Max Collins, Tony Fagenson, Toby Gad i Mandi Perkins. All the Way Up va ser llançat com a senzill principal el 25 d'agost de 2009. La cançó va debutar al número 77 del Canadian Hot 100 i una setmana més tard va assolir el número 76. El 26 d'octubre de 2009, Osment va llançar el seu primer joc ampliat, All The Right Wrongs, amb sis cançons a l'edició estàndard i vuit cançons a la deluxe. L'EP va assolir el número 117 al Billboard Top 200 i el número 1 a Top Heatseekers Sobre l'àlbum, Osment va dir:
Les cançons de l'àlbum són de quatre persones diferents, vaig escriure amb quatre persones diferents, i tots havien d'encaixar a l'àlbum junts... Jo vaig fer el meu. Escolto molt Alanis Morissette, em vaig inspirar d'ella i de la seva cançó Jagged Little Pill... molta avantatge a (l'àlbum d'Emily)... M'encanta escoltar les guitarres i la bateria a les cançons.
You Are the Only One va ser llançat com a segon senzill el 27 de febrer de 2010. No va tenir impacte en cap llista, però va tenir cert èxit a Radio Disney. Originalment, You Are the Only One estava pensat per ser llançat com el senzill principal de l'àlbum, però es va abandonar perquè Osment volia llançar All the Way Up.

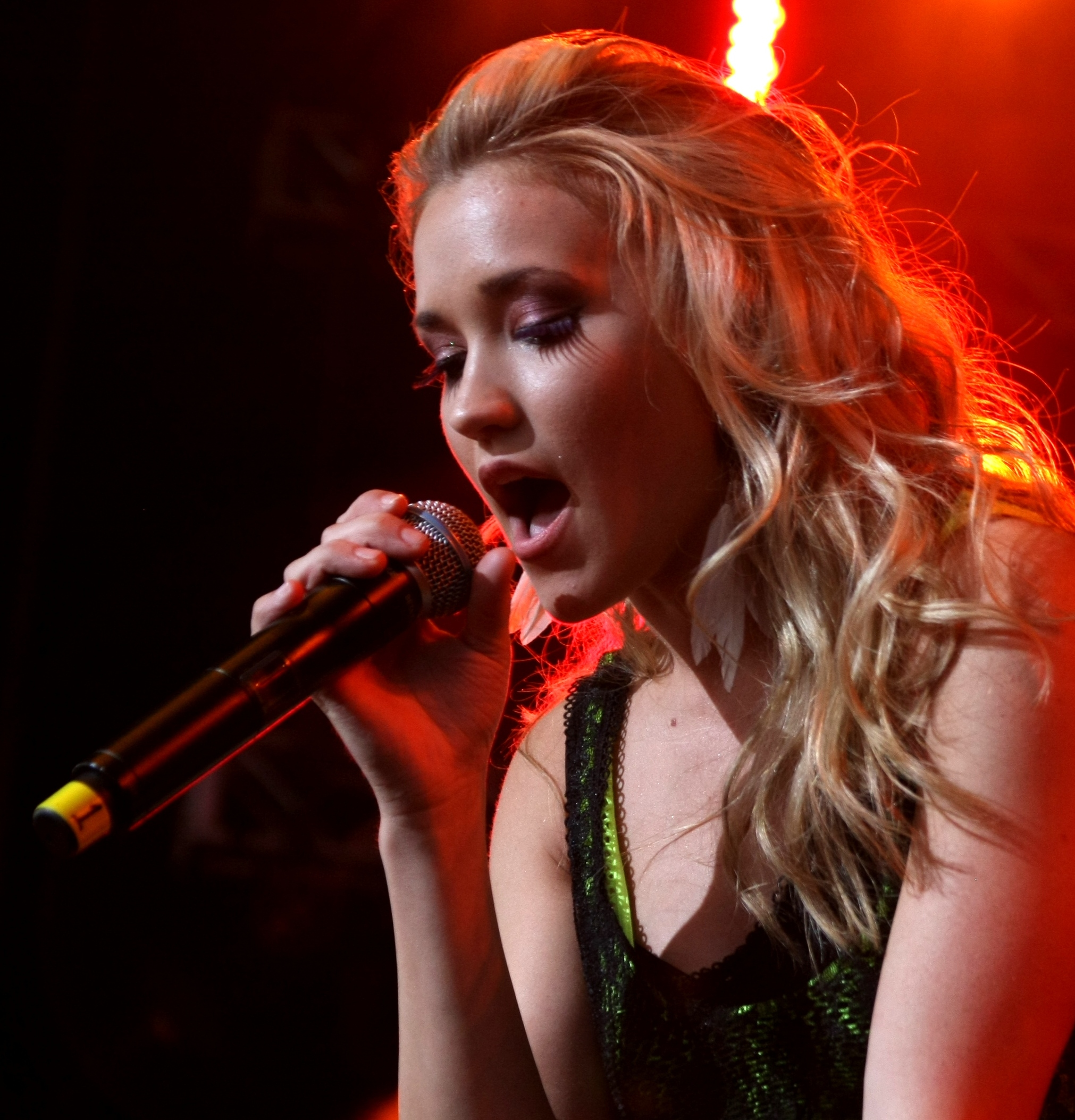
Osment actuant en directe en un concert de Kiss 108 el maig de 2010

Osment va confirmar a través del seu compte de Twitter que aniria de gira: el Clap Your Hands Tour va incloure nou dates als Estats Units. El 24 de març de 2010, Osment va confirmar a Good Day New York que el seu àlbum debut seria llançat a l'estiu de 2010. Let's Be Friends va ser llançat com a senzill principal de l'àlbum el 8 de juny de 2010. El senzill va debutar i va assolir el número 24 a la llista Billboard Japan Hot 100 i el número 67 a Alemanya. A més, el senzill es va convertir en el primer a classificar-se en una llista oficial de singles dels Estats Units, quan va arribar al número 31 de la llista Billboard Hot Dance Club Play. El 5 d'octubre va llançar el seu primer àlbum, Fight or Flight, centrat en l'electropop i synthpop. L'àlbum va assolir el número 170 al Billboard Top 200 i el número 2 a Top Heatseekers, El segon senzill, Lovesick, va ser llançat el 4 de febrer de 2011. A causa de les fortes descàrregues digitals que va rebre la cançó, la cançó va debutar al número 165 de la llista de singles del Regne Unit. Durant la setmana del 17 d'abril de 2011, el senzill va entrar al Top 100 del Regne Unit, aconseguint un pic de 67 a la llista. El senzill també es va convertir en el segon en aconseguir l'èxit al Canadian Hot 100, on va debutar al número 71, i més tard va arribar a un màxim de 66.
A l'octubre, Osment va fer la seva segona gira Fight or Flight Tour per promocionar el seu primer àlbum Fight or Flight. Va incloure concerts a Amèrica del Nord, Europa i Amèrica Llatina. Va començar el 30 d'octubre de 2010 a São Paulo, Brasil, i va acabar el 8 de desembre de 2010 a Appleton, Wisconsin. Osment es va presentar als MTV Europe Music Awards 2010 el 7 de novembre a Madrid, Espanya, lliurant un premi a Justin Bieber al millor artista masculí. El març de 2010, Osment va prestar la seva veu al personatge secundari, Kendall Perkins, per a la sèrie d'animació Kick Buttowski: Suburban Daredevil a Disney XD. El 10 de maig de 2011, va llançar el duet senzill Hush amb Josh Ramsay de Marianas Trench, i la cançó va assolir el número 90 al Canadà. El 2011, Osment va protagonitzar la pel·lícula ABC Family sobre una dona jove que pateix ciberassetjament, anomenada Cyberbully, estrenada el 17 de juliol de 2011. ABC va treballar amb Seventeen per fer la pel·lícula amb l'esperança que ajudés a eliminar l'assetjament a Internet. Es va rodar a Mont-real i es va estrenar en DVD el 7 de febrer de 2012. La pel·lícula va rebre crítiques generalment positives i va tenir 3,4 milions d'espectadors a la seva estrena. Per promocionar la pel·lícula, va llançar el seu senzill, Drift.

## 2013-present: Cleaners, Young & Hungry, i torna a la música com a Bluebiird
El 2013, Osment va protagonitzar la sèrie de televisió Cleaners, que el 2014 es va anunciar per a una segona temporada. Osment va fer un cameo a Life with Boys i va aparèixer en quatre episodis de Family Guy. Va repetir el seu paper de veu com a Pep per a la tercera pel·lícula de Beverly Hills Chihuahua, que es va estrenar en DVD el 18 de setembre de 2012 i va ser un dels seus últims treballs a Disney. Emily Osment va confirmar a través del seu compte oficial de Facebook que havia deixat el seu segell Wind-Up Records i que ha llançat un projecte independent amb aires folk, indie i country en una banda anomenada Ramshackle, formada per Osment i el seu amic Dan Schechter, actuant en bars com ara, el Troubadour i al Spiedie Fest 2013, interpretant covers de The Beatles, R. Kelly i Lullaby. El 2013, Osment va fer una participació especial a l'episodi Bazinga! Això és d'un programa de televisió per a la sèrie de comèdia Two and a Half Men on va interpretar el paper d'Ashley. Osment va protagonitzar el curtmetratge Seasick Sailor dirigit per Devon Bostick i Torre Catalano. La pel·lícula s'ha presentat en alguns festivals de cinema i va guanyar el premi al millor curt narratiu al Festival de cinema de Los Angeles.
Osment també va participar en el drama, Kiss Me, dirigit per Jeff Probst en el qual va protagonitzar al costat de l'actriu irlandesa Sarah Bolger. A l'octubre, Osment va filmar una nova pel·lícula No Way Jose. L'octubre de 2013, es va començar a rodar la tercera pel·lícula de la franquícia Nightmare, anomenada A Daughter's Nightmare, que es va estrenar a Lifetime el 2014. Osment va gravar la cançó In Case Of Fire per a la banda sonora de la pel·lícula. Osment també va acabar de gravar la segona temporada de la sèrie web Cleaners.
El 2014, va debutar com a protagonista a la nova sèrie de televisió de la família ABC Young & Hungry, produïda per Ashley Tisdale. L'Osment interpreta a Gabi, una jove blogger lluitadora contractada com a xef personal d'un jove empresari tecnològic de San Francisco. L'episodi pilot, que es va emetre el 25 de juny de 2014, va obtenir 1,08 milions de visualitzacions als Estats Units.
El 2015, un dels projectes en què participa Osment és la pel·lícula Love Is All You Need? La pel·lícula, que també protagonitza Briana Evigan, és un drama independent ambientat en un món on ser gai és normal i les persones heterosexuals estan intimidades. L'agost de 2015, Osment va ser reservat per a un paper recurrent a la tercera temporada de la sèrie de CBS Mom. Va interpretar a Jodi, una noia que vivia al carrer que era una drogodependent; Christy (Anna Faris) i Bonnie (Allison Janney) la van ajudar a mantenir-se neta i a trobar feina. La tercera temporada es va estrenar el 5 de novembre de 2015. Però Jodi va morir d'una sobredosi de drogues a mitja temporada, una decisió presa amb la creació del personatge.
Emily Osment va confirmar a través de la seva pàgina oficial de Facebook que el 8 de març de 2019, Dia Internacional de la Dona, va llançar el seu primer senzill com a nou àlies musical Bluebiird, Black Coffee Morning, seguit de Sailor el 26 d'abril i Good Girl el 21 de juny, respectivament. Va llançar un EP amb l'àlies titulat When I Loved You el 27 de setembre.
També el 2018, va ser seleccionada per a un paper recurrent com Theresa, una estudiant d'actuació a The Kominsky Method. La sèrie va durar tres temporades i Osment va rebre dues nominacions al Screen Actors Guild Award per la millor interpretació d'un conjunt en una sèrie de comèdia. La tercera i última temporada es va estrenar el 28 de maig de 2021. El 8 d'octubre de 2021, la nova sitcom d'Osment, Pretty Smart, es va estrenar a Netflix.
El 2022, es va unir al repartiment de Young Sheldon com Mandy, la noia del temps que es converteix en l'interès amorós de Georgie i, finalment, està embarassada del seu fill. Ha estat ascendida a sèrie regular a partir de la sisena temporada.
El 2023, Osment va retratar Magan Fieramusca a la pel·lícula Lifetime Stolen Baby: The Murder of Heidi Broussard com a part dels seus llargmetratges Ripped from the Headlines que detallava els crims titulars del personatge d'Osment.

## Altres empreses
Imatge i productes

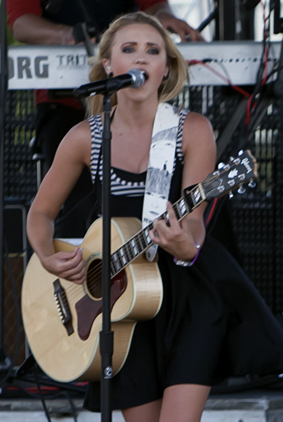
Osment cantant al New Jersey Festival of Ballooning el 24 de juliol de 2010

El 2007, Osment va signar un acord per aparèixer en una campanya nacional anomenada Smart Girls Rock de la marca de denim amb seu a Nova York Vanilla Star. És una línia nova per a noies, la roba és realment denim i femenina amb un punt de punk. Va promocionar la seva cançó I Don't Think About It amb el llançament de la campanya i el comercial. A finals d'aquell estiu, Disney va llançar una col·lecció de roba de Hannah Montana. Osment va ajudar a dissenyar algunes de les peces de la col·lecció. La seva imatge es va utilitzar en algunes d'aquestes peces, així com en altres mercaderies de Hannah Montana (com ninots i DVD).

## Filantropia
Osment va signar amb CosmoGIRL! samarretes per al president d'una subhasta benèfica en línia. L'any 2007, Osment va dissenyar una línia de samarretes per a 2lovecollection.com, els ingressos de la qual es van destinar a la Fundació Make-A-Wish i a l'Hospital de Recerca Infantil de St. Jude.
A principis de 2008, Osment va participar al Disney Channel Earth Day, on ella i altres estrelles de Disney es van reunir amb TreePeople per ensenyar als nens a cuidar el medi ambient amb petits canvis a les seves cases i barris. Osment també va formar part del projecte verd, Disney's Friends for Change, una iniciativa per al medi ambient creada l'any 2009. La campanya vol que els joves coneguin la situació mediambiental actual i s'impliquin amb ella al seu voltant. Els nens van tenir l'oportunitat de triar com Disney invertirà un milió de dòlars en diversos programes ambientals.
Osment és una ambaixadora global de STOMP Out Bullying, l'organització nacional líder de lluita contra el bullying/ciberbullying al país per a nens i adolescents. Va ser votada com la celebritat U.G.L.Y. (Unique Gifted Lovable You) del 2011 al setè premi anual Celebrity of the Year, gràcies als vots de joves nord-americans impressionats amb l'actuació de l'actriu a la seva pel·lícula de televisió Cyberbully.

## Vida personal
A partir del 2021, Osment ha estat en una relació amb Jack Anthony. Van anunciar el seu compromís el juny de 2023.

## Filmografia
Cinema
| Any  | Títol                                      | Paper                 | Notes              | Ref.   |
| ---- | ------------------------------------------ | --------------------- | ------------------ | ------ |
| 1999 | The Secret Life of Girls                   | Miranda Aiken         |                    |        |
| 2002 | Spy Kids 2: The Island of Lost Dreams      | Gerti Giggles         |                    |        |
| 2003 | Spy Kids 3-D: Game Over                    | Gerti Giggles         |                    |        |
| 2005 | Lilo & Stitch 2: Stitch Has a Glitch       | Additional voices     | Rol de veu         |        |
| 2007 | The Haunting Hour: Don't Think About It    | Cassie Keller         | Directe al vídeo   |        |
| 2008 | Soccer Mom                                 | Becca Handler         |                    |        |
| 2008 | Surviving Sid                              | Start Girl Claire     | Rol de veu         |        |
| 2009 | Hannah Montana: The Movie                  | Lilly Truscott        |                    |        |
| 2011 | Beverly Hills Chihuahua 2                  | Pep (veu)             | Directe al vídeo   |        |
| 2012 | Beverly Hills Chihuahua 3: Viva la Fiesta! | Pep (veu)             | Directe al vídeo   |        |
| 2013 | From Up on Poppy Hill                      | Nobuko Yokoyama (veu) | Doblatge en anglès | [ 45 ] |
| 2013 | Seasick Sailor                             | Beck                  | Pel·lícula curta   |        |
| 2014 | Kiss Me                                    | Shelby                |                    |        |
| 2015 | No Way Jose                                | Summer Stern          |                    |        |
| 2016 | Love Is All You Need?                      | Kelly Williams        |                    |        |
| 2018 | Tea Time with Mr. Patterson                | Stacey                | Pel·lícula curta   |        |

### Televisió
| Any                  | Títol                                             | Paper                         | Notes                                                 |
| -------------------- | ------------------------------------------------- | ----------------------------- | ----------------------------------------------------- |
| 1999                 | Sarah, Plain and Tall: Winter's End               | Cassie Witting                | Pel·lícula de televisió                               |
| 1999                 | 3rd Rock from the Sun                             | Dahlia                        | Episodi: Dick, Who's Coming to Dinner                 |
| 2000                 | Touched by an Angel                               | Alyssa Sullivan               | Episodi: With God as My Witness                       |
| 2001                 | Friends                                           | Lelani Mayolanofavich         | Episodi: The One with the Halloween Party             |
| 2002                 | Total Access 24/7                                 | Ella mateixa / Gerti Giggles  | Episodi: Spy Kids 2                                   |
| 2006–11              | Hannah Montana                                    | Lilly Truscott/Lola Luftnagle | Repartiment principal                                 |
| 2006–08              | Disney Channel Games                              | Ella mateixa                  | - Green Team (Season 1) - Yellow Team (Season 2)      |
| 2006                 | Holidaze: The Christmas That Almost Didn't Happen | Trick                         | Rol de veu; especial                                  |
| 2007                 | Shorty McShorts' Shorts                           | Tall Skunk Girl / Kelly       | Rol de veu; 2 episodis                                |
| 2009                 | Dadnapped                                         | Melissa Morris                | Pel·lícula de televisió                               |
| 2009                 | The Suite Life on Deck                            | Lilly Truscott/Lola Luftnagle | Episodi: Double-Crossed                               |
| 2010                 | Jonas                                             | Ella mateixa/Convidada        | Episode: Boat Trip                                    |
| 2010–12              | Kick Buttowski: Suburban Daredevil                | Kendall Perkins               | Rol de veu recurrent                                  |
| 2011                 | Cyberbully                                        | Taylor Hillridge              | Pel·lícula de televisió                               |
| 2012                 | Life with Boys                                    | Ella mateixa                  | Episode: Double Trouble with Boys                     |
| - 2012–17, - 2019–21 | Family Guy                                        | Ruth Cochamer and various     | 24 episodis                                           |
| 2013                 | Two and a Half Men                                | Ashley                        | Episodi: Bazinga! That's From a TV Show               |
| 2013–14              | Cleaners                                          | Roxie                         | Repartiment principal                                 |
| 2014                 | Rainbow Brite                                     | Rainbow Brite                 | 3 episod's; paper principal de veu (Season 1)         |
| 2014                 | A Daughter's Nightmare                            | Ariel Morgan                  | Pel·lícula de televisió                               |
| 2014–18              | Young & Hungry                                    | Gabi Diamond                  | Lead role                                             |
| 2015–16              | Mom                                               | Jodi Hubbard                  | 4 episodis; paper recurrent (Season 3)                |
| - 2018–2021          | The Kominsky Method                               | Theresa                       | paper recurrent                                       |
| 2018                 | 25                                                | Kate                          | Unsold Television Pilot                               |
| 2018                 | Christmas Wonderland                              | Heidi Nelson                  | Pel·lícula de televisió                               |
| 2019                 | The Masked Singer                                 | Ella mateixa/Convidada        | 1 episodi; Return of the Masks: Group C               |
| 2019–20              | Almost Family                                     | Roxy Doyle                    | Paper principal                                       |
| 2021                 | Pretty Smart                                      | Chelsea                       | Paper principal; Netflix original show                |
| 2021                 | A Very Merry Bridesmaid                           | Leah Taylor                   | Pel·lícula de televisió (Hallmark)                    |
| 2022–present         | Young Sheldon                                     | Mandy McAllister              | Paper recurrent (season 5) Paper principal (season 6) |
| 2022                 | Dead End: Paranormal Park                         | Courtney                      | Netflix original animated series                      |
| 2023                 | Stolen Baby: The Murder of Heidi Broussard        | Magan Fieramusca              | Pel·lícula de televisió (Lifetime)                    |

### Videojocs
| Any  | Títol                              | Paper         | Notes |
| ---- | ---------------------------------- | ------------- | ----- |
| 2012 | Family Guy: Back to the Multiverse | Veu adicional |       |

## Discografia
Àlbums d'estudi
- Fight or Flight (2010)

Jocs estesos
- All the Right Wrongs (2009)
- When I Loved You (as Bluebiird) (2019)

## Gires
Capçalera
- Clap Your Hands Tour (2010)
- Fight or Flight Tour (2010)

## Premis i nominacions
| Any  | Associació                        | Categoria                                                                             | Treball                                 | Resultat  | Ref.   |
| ---- | --------------------------------- | ------------------------------------------------------------------------------------- | --------------------------------------- | --------- | ------ |
| 2000 | Young Artist Awards               | Best Performance in a TV Movie or Pilot – Young Actress Age Ten or Under              | Sarah, Plain and Tall: Winter's End     | Nominat   |        |
| 2003 | Young Artist Awards               | Best Performance In A Feature Film – Young Actress Age Ten or Younger                 | Spy Kids 2: Island of Lost Dreams       | Nominat   | [ 46 ] |
| 2004 | Young Artist Awards               | Best Young Ensemble In A Feature Film (compartit amb el conjunt)                      | Spy Kids 3-D: Game Over                 | Nominat   | [ 47 ] |
| 2007 | Young Artist Awards               | Best Performance In A TV Series (Comedia o Drama) – Supporting Young Actress          | Hannah Montana                          | Nominat   | [ 48 ] |
| 2008 | Young Artist Awards               | Best Young Ensemble Performance In A TV Series (compartit amb el conjunt)             | Hannah Montana                          | Nominat   | [ 49 ] |
| 2008 | Young Artist Awards               | Best Performance In A TV Movie, Miniseries or Special – Leading Young Actress         | The Haunting Hour: Don't Think About It | Nominat   | [ 49 ] |
| 2009 | Young Artist Awards               | Best Performance In A TV Series (Comedia o Drama) – Supporting Young Actress          | Hannah Montana                          | Nominat   | [ 50 ] |
| 2009 | Teen Choice Awards                | Choice Movie: Fresh Face Female                                                       | Hannah Montana: The Movie               | Nominat   | -      |
| 2009 | Teen Choice Awards                | Choice TV Sidekick                                                                    | Hannah Montana                          | Guanyador | [ 52 ] |
| 2010 | People's Choice Awards            | Favorite Breakout Movie Actress                                                       | Herself                                 | Nominat   | [ 53 ] |
| 2010 | Bravo Otto Awards                 | Shooting Star                                                                         | Herself                                 | Guanyador |        |
| 2012 | Prism Awards                      | Best Performance In A TV Movie or Miniseries                                          | Cyberbully                              | Guanyador | [ 54 ] |
| 2013 | Canadian Screen Awards            | Best Performance by an Actress in a Leading Role in a Dramatic Program or Mini-Series | Cyberbully                              | Guanyador | [ 55 ] |
| 2014 | Teen Choice Awards                | Choice Summer TV Star – Female                                                        | Young & Hungry                          | Nominat   | [ 56 ] |
| 2015 | Teen Choice Awards                | Choice TV Actress: Comedy                                                             | Young & Hungry                          | Nominat   | [ 57 ] |
| 2016 | Teen Choice Awards                | Choice Summer TV Star – Female                                                        | Young & Hungry                          | Nominat   | [ 58 ] |
| 2019 | Screen Actors Guild Awards        | Outstanding Performance by an Ensemble in a Comedy Series (compartit amb el conjunt)  | The Kominsky Method                     | Nominat   | [ 59 ] |
| 2019 | Sunny Side Up Film Festival Award | Best Supporting Actress                                                               | Tea Time with Mr. Patterson             | Guanyador |        |
| 2021 | Screen Actors Guild Awards        | Outstanding Performance by an Ensemble in a Comedy Series (compartit amb el conjunt)  | The Kominsky Method                     | Nominat   | [ 60 ] |